# Dilano van 't Hoff
Pour les articles homonymes, voir Hoff.
Dilano van 't Hoff, né le 26 juillet 2004 à Dordrecht (Pays-Bas) et mort le 1er juillet 2023 à Francorchamps (Belgique), est un pilote automobile néerlandais.

## Biographie

### Karting
Dilano van 't Hoff débute le karting à onze ans où il court les SKUSA SuperNationals. Il termine troisième de l'IAME Euro Series et de l'IAME International Final en 2018. La même année, il termine sixième du championnat d'Europe de karting. 
L'année suivante, il termine cinquième de ce même championnat en catégorie OK Class et remporte le Trophée de l'Industrie avec Forza Racing.

### Monoplace

#### Championnat des Émirats arabes unis de Formule 4
En 2021, Dilano van 't Hoff fait ses débuts en monoplace avec Xcel Motorsport dans le Championnat des Émirats arabes unis de Formule 4. Lors de la première course, malgré un calage sur la grille de départ, il remonte jusqu'en deuxième position ; il remporte les deux courses suivantes en partant à chaque fois de la pole position.
Il creuse l'écart sur son plus proche rival, Enzo Trulli, en remportant deux victoires lors de la manche suivante à Yas Marina. Après une victoire lors de la troisième manche à Dubaï, van 't Hoff perd tout son avantage sur Trulli à cause d'une disqualification lors de la troisième course de l'avant-dernière manche, lui faisant également perdre un podium et des points importants pour le championnat. 
Il s'incline d'un point face à Trulli lors de la dernière course du championnat.

#### Championnat d'Espagne de Formule 4
Dilano van 't Hoff signe avec MP Motorsport pour participer au Championnat d'Espagne de Formule 4. Il remporte ses deux premières victoires de la saison lors de la première manche à Spa-Francorchamps,. 
Il réalise ensuite une série de six podiums avec trois victoires et un triple podium à Portimão. Il profite de la pénalité infligée à Daniel Macia qui avait dépassé à de nombreuses reprises les limites de la piste, pour s'adjuger la victoire à Valence. Il enchaîne ensuite avec un podium lors de la troisième course sur l'épreuve valencienne. 
Lors de l'avant-dernière manche, il réalise un triple hat-trick (pole, victoire et meilleur tour) qui lui permet d'être sacré champion, avec 361 points,,.

#### Formule Régionale
En septembre 2021, Dilano van 't Hoff fait ses débuts en Championnat d'Europe de Formule Régionale à partir de la huitième manche en tant que pilote invité, ce qui le rend inéligible aux points. 
L'année suivante, il signe à temps plein avec MP Motorsport. Il manque cependant trois manches en milieu de saison avant de revenir dès la septième. Il monte sur son premier podium dans le championnat à Barcelone puis inscrit un point lors de la dernière manche au Mugello. Il se classe dix-neuvième du championnat, avec 16 points. Il poursuit sa collaboration avec l'équipe néerlandaise pour la  saison 2023.

## Mort
Le 1er juillet 2023, lors de l'avant-dernier tour de la seconde course de l'épreuve de Spa-Francorchamps de la FRECA, Dilano van 't Hoff est victime d'une collision en chaîne dans la ligne droite des Combes. Gravement blessé dans l'accident, il meurt peu de temps après,.

## Résultats en monoplace
| Saison | Championnat                                      | Écurie              | Courses | Victoires | Pole positions | Meilleurs tours | Podiums | Points | Classement |
| ------ | ------------------------------------------------ | ------------------- | ------- | --------- | -------------- | --------------- | ------- | ------ | ---------- |
| 2021   | Formule 4 UAE Trophy Round                       | MP Motorsport       | 1       | 0         | 0              | 0               | 0       | -      | n.c        |
| 2021   | Championnat des Émirats arabes unis de Formule 4 | Xcel Motorsport     | 20      | 5         | 13             | 10              | 12      | 318    | 2e         |
| 2021   | Championnat d'Espagne de Formule 4               | MP Motorsport       | 21      | 10        | 13             | 6               | 16      | 361    | Champion   |
| 2021   | Formule Régionale Europe                         | MP Motorsport       | 6       | 0         | 0              | 0               | 0       | 0†     | n.c        |
| 2022   | Formule Régionale Asie                           | Pinnacle Motorsport | 12      | 0         | 1              | 0               | 1       | 51     | 13e        |
| 2022   | Formule Régionale Europe                         | MP Motorsport       | 14      | 0         | 0              | 0               | 1       | 16     | 19e        |
| 2023   | Formule Régionale Europe                         | MP Motorsport       | 8       | 0         | 0              | 0               | 0       | 7      | 23e        |

† Dilano van 't Hoff étant un pilote invité, il était inéligible aux points.